# Pránájáma
A pránájáma szanszkrit szó (प्राणायाम), jelentése a prána irányítása, kiterjesztése.
A pránájámát rendesen „lélegzetszabályozás"-nak vagy „lélegzőgyakorlatok"-nak fogják fel nyugaton, többnyire ilyen értelemben fordítják és alkalmazzák a jógára vonatkozó munkákban is. De ez csak a másodlagos, közvetve alkalmazott értelme a kifejezésnek. Igazi értelme: uralom a prána fölött. A lélegzés szabályozása csupán eszköz e cél eléréséhez, hiszen tudjuk, hogy a prána közvetlen hordozója a levegő, tehát a lélegzés útján jutunk kapcsolatba vele, amíg a sűrű-test szervi működéseihez kell alkalmazkodnunk.
A lélegzőgyakorlatok célja nem egyéb, mint a prána fölötti uralom fokozatos megszerzése. Kezdőfokán még csak annyiról lehet szó, hogy a rendetlen, ellenőrizetlen elmeállapotunk zavaros voltának megfelelő hullámzó, kapkodó, vagyis még élettani feladatát is hiányosan teljesítő lélegzésmódunkat megjavítsuk, lépésről-lépésre átalakítsuk. Már ennyivel is szembeszökő eredményeket érhetünk el. A hívők, fejlettebb fokán, kellő ellenőrzés mellett, már arra is alkalmasnak tartják, hogy szervezetünk különféle zavarait, betegségeit gyógyítsuk vele. A modern természetgyógyász, aki érdemesnek tartotta legalább eddig a fokig megismerkedni a Jógával, a lélegzetszabályozásnak ezt a fokozatát alkalmazza.
A lélegzőgyakorlatok helyesen felfogott célja az, hogy az ember a lélegzés ritmusát szabályozza, mintegy „egyenáramúvá" tegye a pránakeringést, mert így a prána egyenletes, ellenőrzött keringése nyugalmas, kiegyensúlyozott elmeállapotot idéz elő. Az elme működése merő hullámzás, rezgés; az elmeközegben, a csittában működő, hullámzó, rezgő finom anyagban is az egyetlenegy létező erő munkál: a prána. Vagyis az elmeműködés voltaképpen csak a prána-áram egyik módosult erőkifejtése. A lélegzés útján szabályozott, egyenletessé tett pránaműködés tehát feltétlenül kihat az elmeműködésre, a vritti-re, s ezt is egyenletesebbé, nyugalmasabbá, hogy úgy mondjuk, „egyenáramúvá" teszi. Ilyképpen a prána szabályozásával az elmeműködést is meg lehet változtatni.
A lélegzet-szabályozás stádiumait a lélegzet lokalizálódása szerint osztályozzuk: a levegő (lélegzet), mint külső szubsztancia (báhja-vritti); a levegő, mint belső szubsztancia (abhjántara-vritti); a levegő belső mozdulatlansága, megszilárdulása (sztambha-vritti), amihez sajátos tudatailapot társul. Ezek a fázisok lényegében megegyeznek a pránájáma technika récsaka (kilégzés), púraka (belégzés) és kumbhaka (visszatartás) fázisaival. A negyedik fokozatot, a ki- és belégzések közötti átmenetet Patandzsali a "negyedik" (csaturtha) szóval jelöli. A lélegzetnek ez a formája nem tévesztendő össze a Hatha-jóga kevalakumbhakájával, ami a sztambha-vritti sajátságos eleme. Ebben az esetben a lélegzés folyamata hosszabb időre is leállhat. Patandzsalinál ez a negyedik fázis a mély koncentrációból fakad, létrehozva a tudatfölötti transzcendens létélményt (szamádhi).
A pránájáma az emberi testet behálózó okkult életenergia-csatornák (nádik) megtisztítása: "Ha a nádik tisztátalanok, úgy a lélegzet nem hatolhat át a szusumnán és így a jógi célt nem érhet; el nem érheti az elmélyedés összpontosított állapotát (unmani avasztha)" (Hatha-jóga-pradípika 2,4.) • A pránájáma tehát a vezetékek megtisztítása, az ember lelki-szellemi struktúrájának pránával való telítése, "átöblítése" a magasabb tudatfolyamatok érdekében. Már az ászanák hozzájárulnak a nádik "dugulásmentesítéséhez", hogy az életenergia szabadon áramolhasson a nádik által kijelölt medrében. A ritmikus prána-áramlás tudati irányításhoz kapcsolódva, metafizikai megismeréshez juttatja a gyakorlót. Így lesz a pránájáma a tudat transzcendens természetének feltárója. Patandzsali Jógaszútrája szerint "Az ászanák tökéletes végrehajtása után következik a ki- és belégző mozgások megszüntetése, a pránájáma" (Jóga-Szútra 2,49.)• Ez a megállapítás azon a tapasztalati tényen alapul, hogy a testtartások tökéletes végrehajtásából születik meg a tudat nyugalma. Vácsaszpatimisra szerint a pránájáma "a tudat megszilárdítása és előkészítése a koncentrációhoz", E. Wood megállapításában pedig "a lélegzés helyreállításának gyakorlata". Általában a "lélegzés ellenőrzése" kifejezést használjuk, mert ez kifejezi azt a szemléletet, hogy a pránájámát gyakorló tudati ellenőrzés alá vonja az életerőt.
A lélegzés és a tudatállapot között szoros összefüggés mutatható ki. Az ember érzelmi-pszichés állapota "leolvasható" a lélegzés folyamatáról. Érzelmi-indulati kitörések és fellángolások gyorsabbá (hektikussá) teszik a légvételek számát, a nyugodt, belső békét sugárzó lelkiállapot pedig lassú, mély légzéssel párosul.
A pránájáma gyakorlása a tudat felszínének gondolatfodrozódásait (csittavritti) lecsendesíti. Mindaddig, amíg a légzésnek a legcsekélyebb formája kimutatható, addig a gondolatok jelenlétével is számolni kell, és fordítva. Ezért a pránájáma célja a légzési folyamat lelassítása, megfékezése és megszüntetése. A lélegzés és a tudatfolyamatok kölcsönhatására Patandzsali is rámutat, Szvátmáráma pedig így tolmácsol: "Ha a lélegzet vándorol, akkor a szellem is nyugtalan. Ha azonban a lélegzet nyugodt, úgy a szellem is az ..." (Hatha-jóga-pradípika 2,2.).
A nyitott ablak elé tett égő gyertya lángján megfigyelhető, hogy a beáramló szél hogyan borzolja, kényszeríti állandó alakváltoztatásra. Hasonló kapcsolat áll fenn a testbe ki- és beáramló lélegzet és a tudat (a gyertya lángja) állapota között.
A légzés gyorsulásával egyidőben bekövetkezik a tudat működésének megváltozása (gondolati, vizuális anyaghalmozódás), a légzés lassúbbodása viszont a tudati funkciók, a "gondolattermelés" csökkenéséhez vezet. A pránájáma rendszeres gyakorlása során a kumbhaka fázisában prána termelődik, ezért a kilélegzett levegő mennyisége kevesebb lesz. A beavatottság magas fokán pedig a pránájáma utolsó fázisa (récsaka) elmarad. Pontos megjegyezni, hogy a pránájáma ezen fokozatán nem egy erőltetett "nem-légzés"-ről van szó, hanem a folyamatos gyakorlás (abhjásza) eredményeképpen spontán előálló mágikus pozíció kialakulásáról. Az évekig tartó rendszeres gyakorlás eredményeképpen a légzőmozgások fokozatosan lefékeződnek, majd a gondolatrezgésekkel egyidőben leállnak.
A pránájáma-technika három fázisa úgy is értelmezhető, hogy a púrefe-kumbhaka-récsaka fokozatai az alaphangulat megteremtése, a meditáció és a koncentráció addig különálló folyamatainak egy magasabb szinten való átélését teszik lehetővé. A gyakorlás során az a megvalósítandó cél, hogy az említett fokozatok elválasztottságát megszűntessük, úgy, hogy az egyes fokozatok mintegy észrevétlenül folynak át a következőbe. A kilégzés és az újabb belégzés közötti szünet (szúnjaka) a meditáció, a szent csend misztériuma.
A legfontosabb, hogy a pránájáma elkülöníthető fázisait egyetlen folyamatban éljük át, amely nélkülöz minden viszonyítási alapot; a tudatban csak egyetlen cél legyen: a részekből álló fokozatok egybekapcsolása, azok minden pillanatának jeleiként való átélése. A tudat fókuszában csak a jelen érzékelhető, a múlt és a jövő eltűnik.
A pránájáma a statikus tudás, a tiszta szemlélődés állapotává lesz, melyben eltűnik a testérzet, megszűnik a gondolkodás is, a tudatig pedig nem jut el az újabb lélegzés szükségessége. Ezért olyan fontos a pránájáma köztes szünete (szunjaka), amely mindaddig fennáll, amíg a tudatfolyamat testhez való kapcsolódása következtében nem jelentkezik a légszomj, az anyagba való visszatérés ösztöné. A test a múlt jelen idejű megnyilvánulásaként is értelmezhető, ami közvetlen kapcsolatban van az én-érzetet tápláló cselekvésekkel, s mindemellett a múltból eredő testi-tudati sérülések hordozója is. A lélegzés a tudat irányítottsága szempontjából testi és szellemi megnyilvánulása szerint minősíthető. Testi kapcsolódás esetén (pl.intenzív sporttevékenység) szaporodik a légvételek száma, míg alvásban nyugodt, egyenletes és mély (ebben az állapotban "elfelejtődik" az ember testtudata).
A pránájáma-technikák számtalan változatát találjuk a nyugati jógairodalomban, de elég kevés szó esik a helytelenül – és főleg a rendszertelenül – végzett pránájáma egészséget károsító hatásáról: "A pránájáma gyakorlása megszabadít minden betegségtől, helytelen gyakorlása viszont sokféle betegséget okozhat. Ha a lélegzet hamis útra téved köhögési rohamot, asztmás fulladást, fejfájást, szembántalmakat és fülbajt, valamint más rendellenességeket okozhat" (Hatha-jóga-pradípika 2,16-17.). Az irányított lélegzet (Hatha-jóga-pradípika 2,15.) paraszimpatikus hatásánál fogva csendesíti a gondolatörvényeket, majd fokozatosan közömbösíti az én-érzetet tápláló indríjákat. A folyamat végén láthatóvá lesz az emberi lét eredetét jelentő "belső én" (átman).